# Урманский сельский совет (Бережанский район)
Урманский сельский совет (укр. Урманська сільська рада) — входит в состав
Бережанского района
Тернопольской области
Украины.
Административный центр сельского совета находится в 
с. Урмань.

## Населённые пункты совета
- с. Урмань
- с. Краснопуща
- с. Плихов